# Adolfo Moreno Quesada
Adolfo Moreno Quesada fue abogado y político. Diputado por el PSOE en 1933, abandonó el partido para unirse al nuevo proyecto político de Diego Martínez Barrio.

## Trayectoria
Moreno Quesada fue candidato por la circunscripción de Sevilla-provincia en las elecciones generales de 1931, pero no salió elegido. Vocal del Comité Nacional del PSOE por Andalucía Occidental en 1933, ese año resultó elegido diputado del PSOE por Córdoba, pero se separó del Partido Socialista cuando se hizo público un acuerdo secreto con los seguidores de Alcalá Zamora para burlar la ley electoral.  El PSOE abrió expediente de expulsión a los tres diputados por Córdoba al conocerse que intercambiaban sus puestos en las candidaturas para eludir la ley electoral.
Alejado del PSOE, no renunció al acta de diputado y en mayo de 1934 se unió al nuevo Partido Radical Demócrata, escisión del Partido Republicano Radical encabezada por el político sevillano Diego Martínez Barrio. En efecto, el nuevo partido fue en principio una escisión de una quincena de diputados radicales: Antonio Lara Zárate, Manuel Torres Campañá, Manuel Blasco Garzón, Ramón González Sicilia, Manuel Mateos Silva, José González Fernández de Labandera, Eduardo Frapollí, Matías Seguí, José García Ramos, José Miñones, Luis Fábregas, Fulgencio Diez Pastor, José García-Berlanga, Faustino Valentín, Álvaro Pascual Leone y Elidio Alonso, a los que se unieron los diputados provenientes del Partido Socialista Hermenegildo Casas y Adolfo Moreno Rodríguez, así como Luis Recasens Siches, del Partido Republicano Conservador y Pedro Rico, alcalde de Madrid. Su trayectoria fue muy corta, porque en septiembre de 1934 se agrupa con el mermado Partido Republicano Radical Socialista, liderado por Félix Gordón Ordás, para constituir Unión Republicana, partido que concurrió a las elecciones de febrero de 1936 formando parte del Frente Popular.